# Tomé
Tomé is een gemeente in de Chileense provincie Concepción in de regio Biobío. Tomé telde 91.773 inwoners in 2017 en heeft een oppervlakte van 495 km².

## Geboren
- Rubén Espinoza (1961), Chileens voetballer

## Foto's

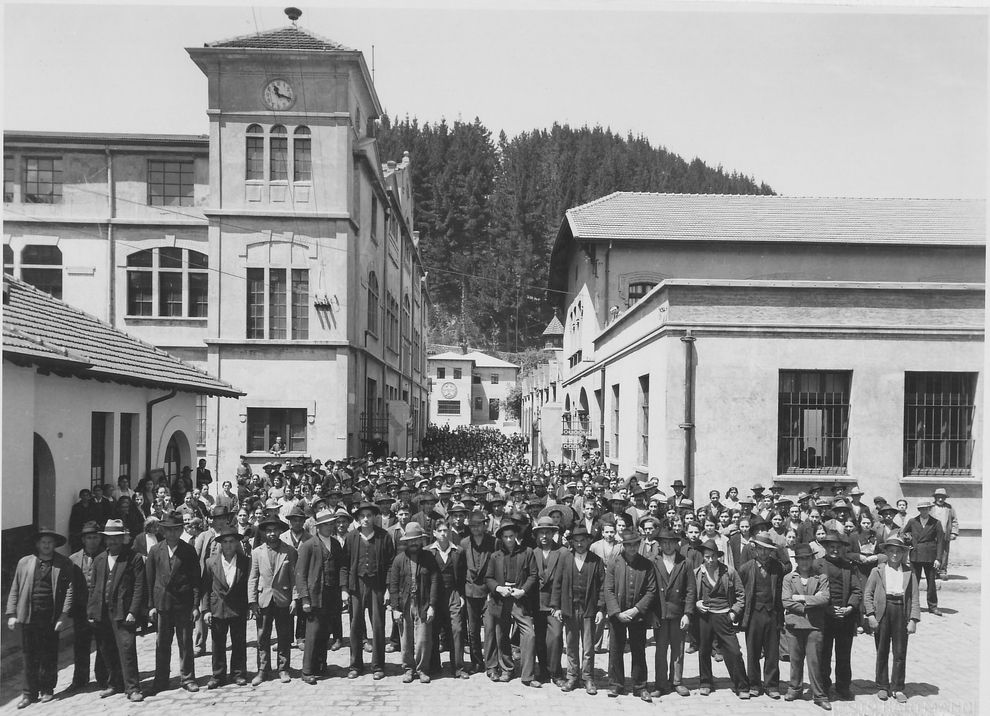
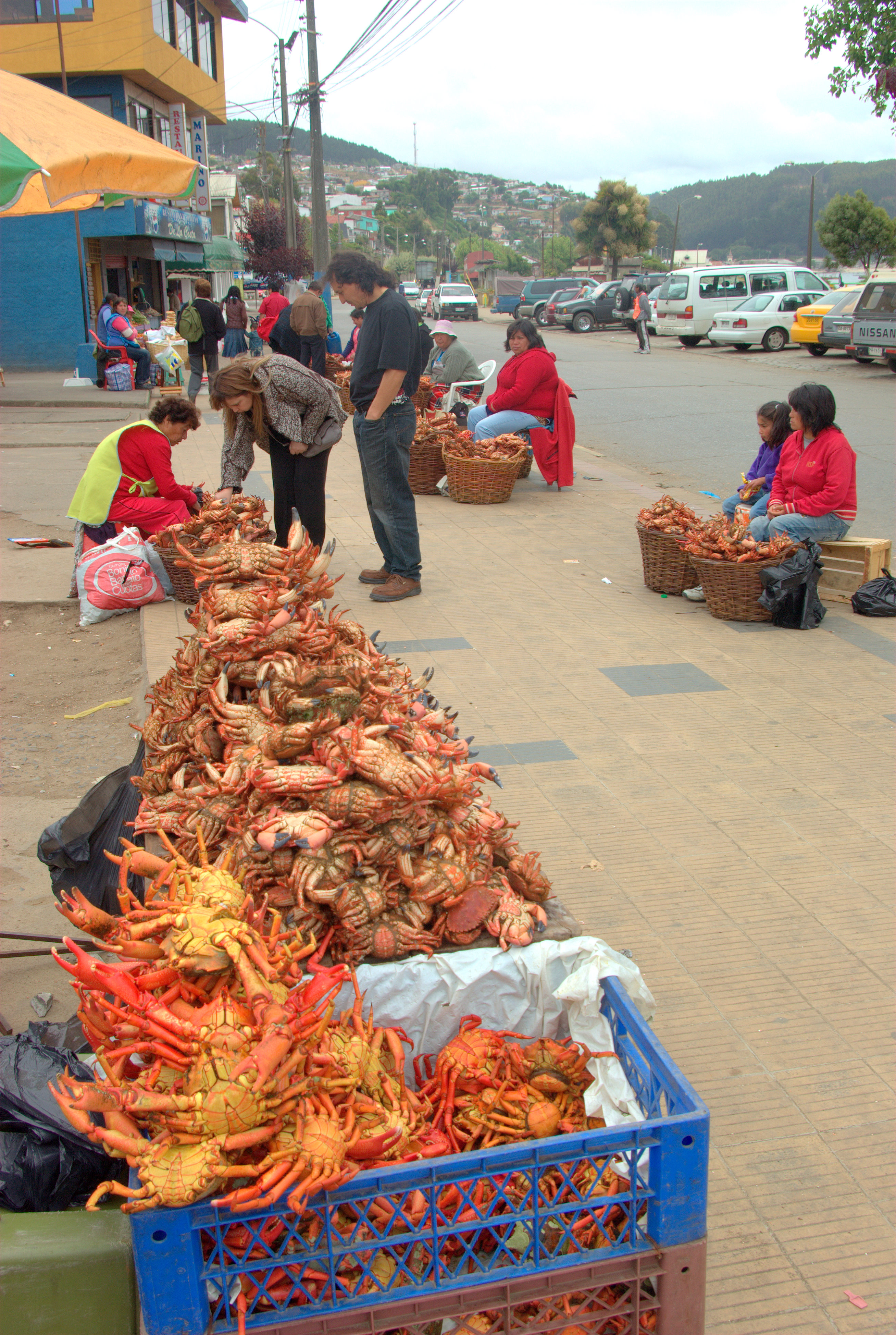
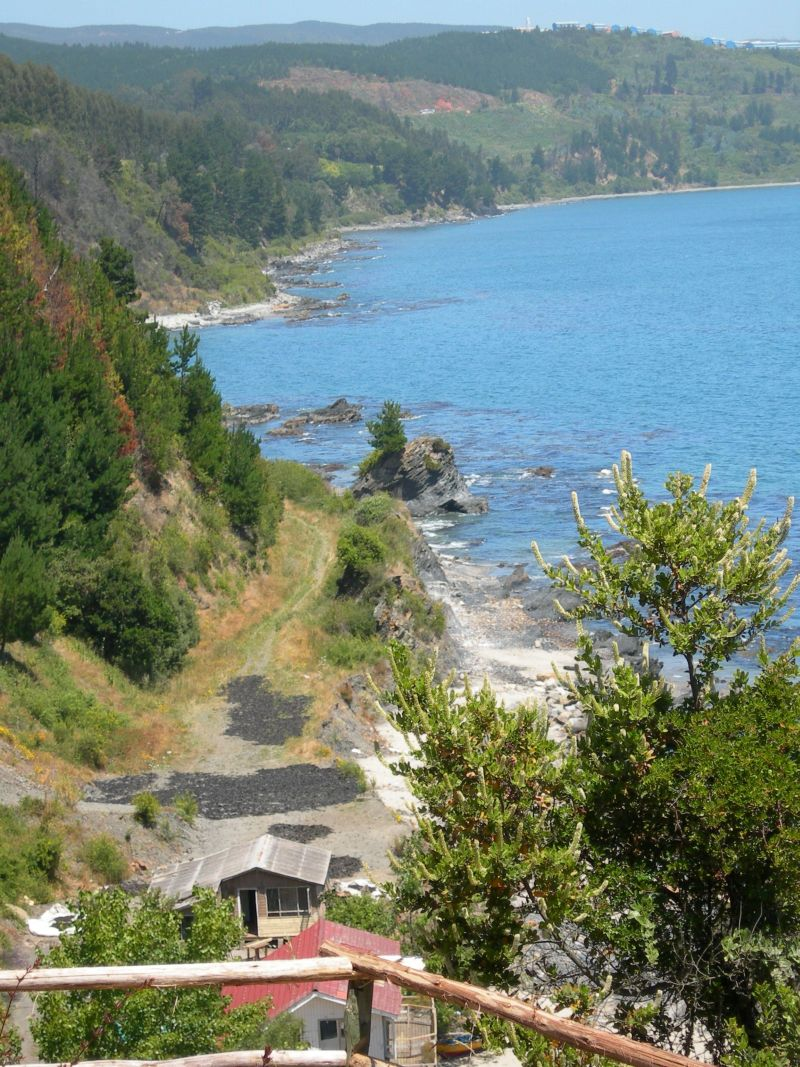
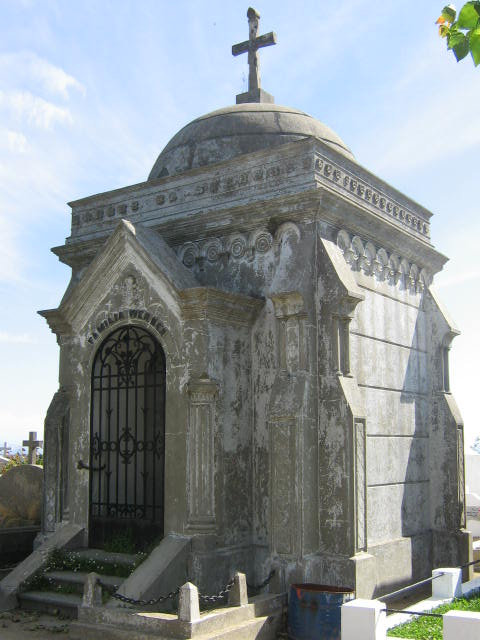

- Nationale Bibliotheek van Israël: 987007478038105171
- Virtual International Authority File: 149130615